# Roquepine
Roquepine település Franciaországban, Gers megyében. Lakosainak száma 36 fő (2022. január 1.). Roquepine Blaziert, Mas-d’Auvignon és Saint-Orens-Pouy-Petit községekkel határos.

## Népesség
A település népessége az elmúlt években az alábbi módon változott:
| Lakosok száma | 77   | 77   | 57   | 56   | 47   | 43   | 36   | 33   | 31   | 36   |
|               | 1968 | 1982 | 1990 | 2006 | 2013 | 2015 | 2017 | 2019 | 2020 | 2022 |